# Ciril Pirc
Ciril Pirc, slovenski politik, * 17. februar 1865, Kranj, † 29. maj 1941, Ljubljana.
Rojen v družini kranjskega trgovca Mateja Pirca. 
Leta 1895 je postal član kranjskega občinskega odbora, v katerem je bil 40 let odbornik. Bil je tudi občinski svetovalec. Politično se je opredelil za narodno napredno stranko, kateri je 1897 pripomogel do zmage pri občinskih volitvah. 
Bil je član narodno naprednih društev Čitalnice v Kranju, Sokola in Gasilskega društva. 
11. maja 1921 je bil izvoljen za župana mesta Kranja, kjer je nasledil Karla Šavnika. Kranju je županoval do leta 1936. V času njegovega županovanja je Kranj poleg Tržiča postal drugo največje središče tekstilne indstrije v Sloveniji. Veliki in nenadni gospodarski razvoj Kranja v tej dobi je v pretežni meri njegova zasluga. Leta 1931 mu je uspelo doseči ustanovitev državne tekstilne šole v Kranju. 
Leta 1921 ga je, še pred nastopom županovanja, občinski odbor mesta Kranja imenoval za častnega meščana.  